# Косі Харчевні
Косі Харчевні (рос. Косые Харчевни) — присілок Бокситогорського району Ленінградської області Росії. Входить до складу Єфімовського міського поселення.
Населення — 39 осіб (2003 рік).